# Macario (film)
Pour plus de détails, voir Fiche technique et Distribution.
Macario est un film mexicain réalisé par Roberto Gavaldón en 1959 et sorti en 1960.
En juillet 1994, le film est inclus dans la liste établie par la revue Somos des 100 meilleurs films mexicains de tous les temps.

## Synopsis
Au XVIIIe siècle, le jour de la fête des morts, Macario, un pauvre paysan affamé, ne veut partager avec personne une dinde cuisinée par sa femme, hormis la mort avec laquelle il signe un pacte. Celle-ci lui apportera la fortune grâce aux propriétés thérapeutiques d'une source miraculeuse. Il obtient de nombreuses guérisons qui suscitent la jalousie du médecin du village. Dénoncé, Il tombe entre les mains de l'Inquisition, qui le menace du bûcher. On lui promet la vie sauve en échange de la guérison du fils du vice-roi.

## Fiche technique
- Titre du film : Macario
- Titre alternatif : Le Destin
- Réalisation : Roberto Gavaldón
- Scénario : Emilio Carballido et R. Gavaldón, d'après le roman Le Troisième Invité de B. Traven
- Photographie : Gabriel Figueroa - Noir et blanc
- Décors : Manuel Fontanals
- Montage : Gloria Schoemann
- Son : Jesús González Gancy, Galdino Sampiero
- Musique : Raúl Lavista
- Production : CLASA Films Mundiales (Armando Orive Alva)
- Durée : 91 minutes
- Date de sortie : 1960

## Distribution
- Ignacio López Tarso : Macario
- Pina Pellicer : l'épouse de Macario
- Enrique Lucero (es) : La mort
- Mario Alberto Rodríguez : Don Ramiro
- José Gálvez : le diable
- José Luis Jiménez : dieu
- Eduardo Fajardo
- Consuelo Frank
- José Dupeyrón
- Celia Tejeda
- Pepé y sus Marionetas

## Distinctions
Le film a été présenté en sélection officielle en compétition au Festival de Cannes 1960.